# Opel 32/50 PS
Der Opel 32/50 PS war ein PKW der Oberklasse, den die Adam Opel KG von 1907 bis 1908 als Nachfolger des Modells 45/50 PS baute.

## Geschichte und Technik
Der 32/50 PS war weiterhin der stärkste Opel seiner Zeit. Er entsprach in seinem Fahrgestell dem zeitgenössischen, billigeren 25/40 PS, hatte aber einen größeren und stärkeren Motor.
Der Motor war, wie beim Vorgänger, ein aus zwei Blöcken zusammengesetzter Vierzylinder-Blockmotor mit 8016 cm³ Hubraum (Bohrung × Hub = 135 mm × 140 mm), der 50 PS (37 kW) bei 1500/min. leistete. Der seitengesteuerte Motor mit T-Kopf war wassergekühlt. Neu war die Zentrifugalpumpe für den Kühlmittelkreislauf. Der Kolbenschiebervergaser besaß eine Vorwärmung des Kraftstoff-Luft-Gemisches. Jeder Zylinder hatte zwei Zündkerzen, wobei jeweils eine von einer Batteriezündung und die jeweils andere von einer Magnetzündung gespeist wurde. Die Motorleistung wurde über eine Lederkonuskupplung (Vorgänger: Metallkonuskupplung), ein manuelles Vierganggetriebe und eine Kardanwelle an die Hinterachse weitergeleitet.
Der neue Rahmen war aus Stahlblech-U-Profilen zusammengesetzt und die Holzarmierung war weggefallen. Die beiden Starrachsen waren an halbelliptischen Längsblattfedern aufgehängt. Die Rahmen waren wahlweise in zwei Radständen, 3200 mm oder 3700 mm, erhältlich. Die Betriebsbremse war als wassergekühlte Innenbackenbremse ausgeführt, die auf die Getriebeausgangswelle wirkte. Die Handbremse wirkte auf die Trommeln an den Hinterrädern.
Der zweisitzige Phaeton war entfallen, aber der 32/50 PS war weiterhin als viersitziger Doppelphaeton und als viertürige Limousine verfügbar. Neu dazu kamen ein sechssitziger Dreifachphaeton, ein zweitüriges Coupé und ein viertüriges Landaulet. Mit dem billigsten Aufbau (Coupé) kostete der Wagen 19.000 RM.
Der 32/50 PS wurde bis Mitte 1908 gebaut. Dann löste ihn der kleinere 29/50 PS ab.